# Éthique des affaires
 (octobre 2020).
L'éthique des affaires — ou éthique organisationnelle dans le cadre du comportement et du développement organisationnels — est l'une des formes de l'éthique appliquée à un domaine concret qui examine :
- les règles et les principes de l'éthique dans le contexte des affaires économiques et commerciales ;
- les diverses questions morales ou éthiques qui apparaissent dans le contexte de l'activité économique des hommes ;
- et tout devoir ou obligation pour une personne se livrant aux activités d'échanges et de commerce.

En effet, l'éthique des affaires se fonde sur l'éthique normative, selon laquelle les normes éthiques spécifiques sont défendues puis appliquées pour distinguer ce qui est bien ou mal, c'est-à-dire ce qui devrait être fait ou qui ne devrait pas être fait.
Cependant, à quelques exceptions près, les éthiciens des affaires sont en général peu intéressés par les fondements de l'éthique (méta-éthique) ou par la justification des principes éthiques fondamentaux : ils se montrent davantage concernés par les questions pratiques, et toute obligation spécifique pouvant s'appliquer concrètement à l'activité et à la relation économiques.

## Éthique dans l'histoire de la pensée économique
Après la définition de l'éthique par Aristote, des premières discussions ont eu lieu au Moyen Âge sur la légitimité des taux d'intérêt, que l'Église critiquait. Dans sa célèbre Recherches sur la nature et les causes de la richesse des nations, en 1776, Adam Smith écrivait « Ce n'est pas de la bienveillance du boucher, du marchand de bière ou du boulanger, que nous attendons notre dîner, mais bien du soin qu'ils apportent à leurs intérêts. Nous ne nous adressons pas à leur humanité, mais à leur égoïsme ; et ce n'est jamais de nos besoins que nous leur parlons, c'est toujours de leur avantage ». On peut voir là, l'ébauche d'une réflexion sur la nécessité de penser à long terme, de ne pas espérer le profit maximum tout de suite mais dans le temps, ce qui conduit à l'idée de durabilité… puis de développement durable. John Rawls, de son côté, a amené l'économie à prendre en compte les trois biens fondamentaux que sont la santé, l'éducation et le logement, en référence aux Droits de l'homme. Max Weber a lié explicitement économie et éthique dans son livre sur le développement du capitalisme en référence à l'éthique protestante. Karl Marx, dans sa critique du Capital, reproche aux capitalistes de tirer des profits de la plus-value du capital, et non du travail.
Depuis le milieu des années 1970, des préoccupations d’ordre éthique sont apparues au regard du développement de l’économie, qu’il s’agisse de l’économie mondiale ou des politiques économiques nationales.
Certaines controverses, notamment sur le commerce équitable ou la lutte pour la préservation de l’environnement, peuvent être abordées comme des domaines d’application de l’éthique, impliquant les gouvernements, les consommateurs, les différents secteurs de l’économie, les ONG et les instances internationales.

## Vue d'ensemble des problématiques de l'éthique des affaires

### Éthique générale des affaires
Le domaine de l'éthique des affaires a un recouvrement avec la philosophie des affaires, dont l'un des objectifs est d'identifier les finalités fondamentales d'une entreprise. Si la finalité principale d'une entreprise est de maximiser le rendement de ses actionnaires, alors on pourrait dans ce cadre considérer qu'il est contraire à l'éthique pour cette entreprise de prendre en compte les intérêts et droits de toute autre partie prenante.
Voir sur ce point : partie prenante.
- Responsabilité sociale des entreprises (en anglais CSR pour Corporate Social Responsibility) : un terme générique sous lequel on débat des droits et devoirs éthiques entre les entreprises et la société civile.
- Les questions relatives aux droits et devoirs moraux entre une entreprise et ses actionnaires : responsabilité fiduciaire ((en)fiduciary responsibility), concept de partie prenante (stakeholder) — plus large que celui d'actionnaire — .
- Les questions éthiques relatives aux relations entre plusieurs entreprises : par exemple une offre publique d'achat (OPA) amicale ou hostile, l'espionnage industriel…
- Les questions de modes de fonctionnement et de direction : gouvernance d'entreprise.
- Le financement illégal de parti politique ou d'élection politique, par les entreprises.
- L'évolution de la loi, avec par exemple aux États-Unis un débat législatif sur l'homicide par personne morale (Corporate manslaughter (en)).
- L'instrumentalisation de codes éthiques d'entreprise comme pure façade à visée marketing[3].

Il y a aussi des cas de crimes ou abus dont l'auteur est en réalité une entreprise ((en)corporate abuse, corporate crime).

### Éthique professionnelle
L'éthique professionnelle couvre le vaste ensemble des questions et phénomènes éthiques qui sont soulevés par l'exercice concret de fonctions ou métiers particuliers dans l'entreprise : l'éthique de l'informatique, l'éthique de l'environnement, etc.
Voir aussi : Éthique appliquée

#### Éthique de la finance et de la comptabilité
- Comptabilité créative s'écartant des standards établis pour tromper les actionnaires, analyse financière trompeuse.
- Délit d'initié, arnaques pour petits actionnaires naïfs : relative à des manipulations (criminelles) des marchés financiers.
- Rémunération des dirigeants : relative aux rémunérations excessives des présidents et directeurs généraux d'entreprises (PDG).
- Corruption, pot-de-vin : s'il se peut que ces pratiques servent (à court terme) l'intérêt de l'entreprise et de ses actionnaires, il s'agit bien de pratiques anti-compétitives ou attentatoires aux valeurs sociétales.
- L'utilisation illicite à des fins privées de ressources de l'entreprise (abus de biens sociaux).

Exemples : Enron, WorldCom.

#### Éthique de la gestion des ressources humaines
L'éthique de la gestion des ressources humaines (GRH) couvre les questions éthiques qui surviennent autour de la relation entre l'employeur et l'employé, comme les devoirs et droits de chaque partie envers l'autre dans cette relation.
- Discrimination sur la base de l'âge, du genre (sexisme), de la race (racisme), des convictions religieuses, de handicaps, de l'orientation sexuelle (homosexualité par exemple), du poids ou de l'apparence physique.
- Questions sur la démocratie sur le lieu de travail et la représentation des salariés : par exemple menaces envers des salariés voulant se syndiquer, bris de grève.
- Respect de la vie privée des employés.
- Dénonciation par un (ancien) employé de comportements répréhensibles cachés par son employeur (par exemple, d'une fraude fiscale).
- Équité du contrat de travail (avec l'interdiction de situations radicalement asymétriques comme l'esclavage)[4].
- Hygiène et sécurité du travail (cf. CHSCT).

#### Éthique des ventes et du marketing
Une communication marketing (qui irait au-delà de proposer les produits répondant aux besoins du client et d'apporter des informations sur ces produits et la manière de se les procurer) peut chercher à manipuler nos valeurs ou nos comportements. Notre société l'accepte en quelque sorte, mais quelle est la ligne jaune éthique à ne pas franchir ?
- fixation du prix, discrimination par les prix et écrémage ;
- pratiques anti-concurrentielles : elles incluent les tactiques de fixation des prix, mais vont bien au-delà avec des phénomènes comme la manipulation de la loyauté ou de la chaîne d'approvisionnement (cf. notamment droit de la concurrence) ;
- des stratégies de marketing spécifiques : maquillage écologique de pratiques qui ne le sont pas, produit d'appel à prix très bas mais finalement non disponible en stock, mercatique furtive[5], marketing viral, spam, vente pyramidale, introductions d'obsolescence délibérée dans le produit pour pousser à son renouvellement prématuré ;
- le contenu des messages publicitaires : publicité déloyale attaquant un concurrent, messages subliminaux, utilisation d'images érotiques pour accrocher le regard ;
- usage de méthode de manipulation mentale pour capter l’attention du prospect, dissimulation manifeste de certaines clauses du contrat, souscription sournoise d'un contrat de financement à l'insu du prospect, ciblage de population faible… (démarchage one shot) ;
- écoblanchiment ;
- marketing ciblé sur les enfants ;
- marché noir, marché gris.

Voir aussi : critique de la communication marketing, désinformation, techniques publicitaires.
Exemple : Techniques publicitaires de Benetton.

#### Éthique de la production
Ce domaine de l'éthique des affaires traite pour une entreprise de son devoir de s'assurer que ses produits et ses processus de productions ne sont pas nuisibles. Certains des dilemmes les plus criants dans ce domaine proviennent du fait que tout produit ou processus de production comprend généralement un certain degré de danger, et qu'il est difficile de définir un degré de permissivité, ou encore que ce degré de permissivité peut dépendre d'éléments changeants comme l'état des technologies de prévention, ou le niveau (évolutif) du type de risque acceptable ou non.
- Produits et services défectueux, créant une dépendance, ou par nature dangereux ;
- relations éthiques entre l'entreprise et son milieu naturel : pollution, éthique de l'environnement, droits à polluer au CO2 ;
- problèmes éthiques posés par de nouvelles technologies : alimentation à base d'organisme génétiquement modifié, et autres applications du principe de précaution ;
- éthique relative aux essais des produits : droits des animaux et utilisation d'animaux dans des expérimentations de produits, appel à des populations en position économique précaire (tels des étudiants par exemple) comme objets de tests de médicaments.

Exemples : Catastrophe de Bhopal, Amiante.

#### Éthique des connaissances, des compétences et de la propriété intellectuelle
Les connaissances et les compétences ont de la valeur, mais ne sont pas des objets faciles à « posséder ». Il n'est pas simple non plus de décider qui devrait avoir le plus de droits sur une idée :
- l'entreprise qui a formé son salarié ou le salarié lui-même ?
- le pays dans lequel pousse une plante à caractère médicinal ? l'entreprise qui a « découvert » et développé le potentiel médical de cette plante ?, la communauté des prescripteurs et praticiens qui l'utilisent pour soigner ? les patients dont la santé, le bien-être et peut être la vie en dépendent ?

Tout cela donne donc lieu à des tentatives de revendication de propriété et à des conflits relatifs à cette propriété :
- intelligence économique : dans quelle mesure doit-on placer l'intérêt d'un État au-dessus de celui d'un autre, les méthodes d'intelligence économique respectent-elles toujours les lois, ou ne dérivent-elles pas souvent vers l'espionnage industriel, ce qui est rendu plus facile par l'ouverture du réseau internet et les sources ouvertes ;
- violation de brevet, de copyright ou de marque déposée ;
- utilisation abusive du système de propriété intellectuelle pour étouffer la compétition (patent misuse (en), copyright misuse (en), patent troll, submarine patent (en)) ;
- la notion même de propriété intellectuelle a été critiquée sur le terrain éthique ;
- Employee raiding (en) : la pratique consistant à attirer les employés clés de chez un concurrent, pour tirer un avantage injuste des connaissances ou compétences qu'ils possèdent ;
- le fait d'employer toutes les personnes les plus talentueuses dans un domaine précis, indépendamment du besoin réel que l'entreprise a de leur talent, dans le but d'empêcher les concurrents de recruter ces talents ;
- bioprospection (éthique) et biopiraterie (éthiquement répréhensible).

Exemple : les intérêts privés versus les intérêts publics dans le projet Génome Humain.

#### Éthique de l'informatique
L'éthique de l'informatique traite de la façon dont les professionnels de l'informatique font un usage de l'information et prennent des décisions au regard de critères éthiques.

### Dimension internationale de l'éthique des affaires,etéthique des systèmes économiques
On regroupe ici ces deux thèmes car ils représentent une vision beaucoup plus vaste (en fait mondiale) des problématiques d'éthique des affaires.

#### Dimension internationale de l'éthique des affaires
Alors que l'éthique des affaires a émergé en tant que domaine de connaissance dans les années 1970, la perspective internationale d'éthique des affaires  n'a émergé qu'à la fin des années 1990, suivant ainsi tout naturellement les développements de la mondialisation de cette dernière décennie du siècle.
Un grand nombre de problèmes pratiques sont ressortis du contexte internationalisé des affaires. Des questions théoriques, comme la relativité culturelle des valeurs éthiques, ont reçu une attention toute particulière dans ce domaine. D'autres problématiques plus anciennes peuvent également être regroupées ici.
La question est d'autant plus vitale que l'éthique sous-tend des prises de décision qui mènent à des règlementations sur le commerce international, comme celles de la chambre de commerce internationale.
Les problématiques et sous-domaines comprennent :
- la recherche de valeurs universelles comme fondements pour les comportements dans le commerce international ;
- la comparaison des traditions d'éthique des affaires dans les différents pays ;
- la comparaison des traditions d'éthique des affaires des différentes familles de pensée religieuses ;
- les questions éthiques qui émergent dans le cadre des transactions internationales, comme la biopiraterie de l'industrie pharmaceutique, le mouvement en faveur du commerce équitable ou les questions de prix de transfert ;
- les grands sujets comme la globalisation et l'impérialisme culturel ;
- l'hétérogénéité des normes sociales à travers le monde, par exemple le travail des enfants, ou l'hétérogénéité des normes sociales en Europe ;
- les arbitrages qu'opèrent les entreprises multinationales en profitant des différences entre les pays, notamment en délocalisant leur production (de vêtements par exemple) et leurs services (par exemple les centres d'appels) dans des pays à main d'œuvre peu chère.
- la permissivité envers le commerce international avec les États parias.

#### Éthique des systèmes économiques
Il s'agit d'un domaine qui n'est que très vaguement défini, peut-être pas une partie mais plutôt un domaine lié à l'éthique des affaires, le domaine où l'éthicien des affaires, s'aventurant dans les domaines de l'économie politique et de la philosophie politique, cherche à discerner le bien du mal dans les différents systèmes de répartition des plus-values économiques. L'œuvre de John Rawls (1921-2002) est une contribution remarquable dans ce domaine.

## Problèmes théoriques en éthique des affaires

### Conflit d'intérêts
L'éthique des affaires peut être regardée depuis plusieurs points de vue, notamment le point de vue du salarié, l'entreprise commerciale, et la société dans son ensemble. Très souvent, des situations se présentent dans lesquelles il y a un conflit entre une ou plusieurs de ces parties prenantes, par exemple une situation qui répond bien aux intérêts d'une des parties mais au détriment d'une ou plusieurs autres. Par exemple, quelque chose de bien pour le salarié mais négatif pour l'entreprise ou pour la société tout entière. Certains éthiciens (comme Henry Sidgwick) considèrent que le rôle le plus important de l'éthique est l'harmonisation et la réconciliation des conflits d'intérêts.

### Questions et approches éthiques
Les philosophes et d'autres personnes sont en désaccord sur la finalité des affaires dans la société. Par exemple, certains suggèrent que la finalité principale des affaires est de maximiser le rendement financier de ses propriétaires ou dans le cas d'une entreprise cotée en bourse, de ses actionnaires. Donc, selon cette perspective, seules les activités qui augmentent la profitabilité et la valeur pour les actionnaires devraient être encouragées. Certains même pensent que les seules entreprises susceptibles de survivre dans un marché compétitif sont celles qui placent la maximisation du profit au-dessus de tout le reste. Cependant, certains font remarquer que, dans leur propre intérêt, les entreprises doivent respecter les lois et se conformer aux règles morales de base, car si elles ne le faisaient pas il leur en coûterait des amendes fort onéreuses, une perte de licence ou de réputation. L'économiste Milton Friedman est le chef de file des avocats de ce point de vue.
D'autres théoriciens au contraire affirment que les entreprises ont des devoirs moraux qui s'étendent bien au-delà du service des intérêts de ses propriétaires ou actionnaires et que ces devoirs moraux ne se limitent pas au simple respect de la loi. Ils pensent qu'une entreprise a une responsabilité morale envers ses parties prenantes, les gens qui ont un intérêt dans sa façon de faire des affaires, comme les salariés, clients, vendeurs, la municipalité ou même la société dans son ensemble. Ils diraient que les parties prenantes ont certains droits de regard sur la façon dont l'entreprise fonctionne et certains iraient jusqu'à suggérer que ceci couvre même les droits de gouvernance.
Certains théoriciens ont adapté les théories du contrat social au monde des affaires, les entreprises devenant des associations quasi démocratiques et les salariés et autres parties prenantes se voyant donner une voix au chapitre de l’activité de l’entreprise. Cette approche est devenue tout particulièrement populaire à la suite de la redynamisation de la théorie du contrat en philosophie politique, mouvement largement dû à la Théorie de la justice sociale de John Rawls et à l’émergence de l’approche consensuelle pour la résolution des problèmes du monde des affaires (approche consensuelle qui est l’un des aspects de la dynamique pour la qualité qui a émergé dans les années 1980). Les professeurs américains Thomas Donaldson et Thomas Dunfee ont proposé une version de la théorie du contrat pour les entreprises, qu’ils appellent « integrative social contracts theory ». Ils postulent que les conflits d’intérêt sont résolus au mieux via la formulation d’un accord juste (fair agreement) entre les parties en présence, utilisant une combinaison :
- des macro principes que toute personne rationnelle acceptera comme étant des principes universels ;
- des micro principes formulés par l’accord en question entre les parties concernées.

Les critiques de ces perspectives disent que les défenseurs des théories du contrat négligent un point essentiel, à savoir qu’une entreprise est la propriété de quelqu’un et pas un mini-État ni une façon de répandre la justice sociale.
Des problèmes éthiques peuvent apparaître lorsque des entreprises doivent respecter des références juridiques ou culturelles multiples et parfois contradictoires. La question se pose, par exemple, de savoir si une entreprise doit respecter la loi de son pays d’origine, ou au contraire n’appliquer que la loi moins contraignante du pays en voie de développement dans lequel elle fait des affaires. À titre d’illustration de cette question, la loi des États-Unis interdit aux entreprises de payer des pots-de-vin dans leur pays d’origine comme à l’étranger ; toutefois, dans d’autres parties du monde, le pot de vin est une coutume, une façon acceptée de faire des affaires. Des difficultés similaires peuvent se produire à l’égard des lois sur le travail des enfants, sur la sécurité du personnel, sur la durée du travail, sur les salaires, sur les discriminations et sur la protection de l’environnement.
Parfois l’on prétend que la loi de Gresham de l’éthique s’applique. Cette loi veut que les mauvais comportements éthiques chassent les bons. On dit alors que dans un environnement concurrentiel, les compagnies qui survivent sont celles qui sont conscientes que leur seul rôle est de maximiser les profits. Dans cette perspective, le système concurrentiel pousse à un cercle vicieux défavorable à l’éthique.
Rushworth Kidder a élaboré une méthode fascinante pour se pencher sur les conflits éthiques. Il l'appelle un « trilemme ». Au lieu de se sentir coincé dans le choix binaire entre violer vos principes éthiques et faire quelque chose de douloureux mais d'éthique, il suggère de chercher s'il y aurait une troisième voie, inexplorée.

### Évaluation, indicateurs
De nouveaux indicateurs, autres que le PIB émergent depuis la fin du XXe siècle pour tenter de qualifier, du point de vue qualitatif certaines performances d'un système ou d'une organisation socioéconomique, et de l'entreprise en particulier. Certains de ces indicateurs tentent d'apprécier et de comparer des "niveaux" de qualité éthique.
À titre d'exemple, sur la base des données disponibles et après filtre par 7 critères plus ou moins pondérés (bilan judiciaire, responsabilité citoyenne, respect de l'environnement, gouvernance interne, influence de la direction, les systèmes internes de garanties éthiques…)., pour des entreprises qui postulent à ce classement, le magazine Ethisphere dresse annuellement une liste mondiale des 99 sociétés les plus « éthiques » (sans classement de ces entreprises les unes par rapport aux autres). En 2009, 65 entreprises américaines y figuraient, dont certaines avaient été ont été désignées dans le passé par des syndicats et associations comme posant des problèmes éthiques (Nike, Dell ou Caterpillar). Trois sociétés françaises y ont été retenues (Danone, Sodexo, Accor). Le jury est composé de juristes, d'universitaires, de responsables administratifs et de membres d'associations. Vingt entreprises ont perdu leur place dans cette liste entre 2008 et 2009 alors que vingt-cinq autres y faisaient leur entrée.
Une question éthique et de gouvernance se pose avec l'utilisation de ce type de classement. Une entreprise peut-elle, doit-elle ou veut-elle utiliser ce type de classement pour influencer sa clientèle existante ou potentielle ? Le public lui-même semble s'interroger sur la crédibilité de certains classements. Ainsi en 2004 un sondage IPSOS montrait en Europe que 60 % des Européens doutaient de la réalité de la traduction des engagements éthiques des entreprises, avec parmi eux 21 % ne faisant pas confiance du tout aux entreprises dans ces domaines (commerce équitable, protection de l'environnement…), les Français faisant toutefois exception avec 58 % de sondés disant faire confiance aux entreprises s'engageant sur des valeurs éthiques. 73 % des européens sondés estimaient que les choix des consommateurs pouvaient influencer le respect de certaines règles éthiques par et dans les entreprises

## Éthique des affaires appliquée

### Code éthique d'entreprise
On peut voir dans la "Charte de bonne conduite à destination des entreprises multinationales" mise au point par les Nations unies dans les années 1970 l'ancêtre de ces codes de déontologie et chartes éthiques.
De nombreuses entreprises ont rédigé des politiques internes relatives à la conduite éthique de leurs salariés. Ces politiques peuvent être :
- de simples exhortations générales (souvent appelés principes éthiques de l’entreprise) ;
- ou au contraire être des consignes plus détaillées, contenant des exigences de comportement spécifiques (ils sont alors souvent appelés codes éthiques de l’entreprise).

Ces politiques ont pour objet d’exprimer les attentes que l’entreprise a envers ses salariés et de proposer à ces derniers un guide sur la façon de gérer les problèmes éthiques les plus courants qui puissent survenir dans la pratique des affaires dans cette entreprise. On espère qu’une telle politique conduira :
- à une plus grande conscience des enjeux éthiques ;
- à une mise en œuvre cohérente ;
- et à éviter tout désastre éthique.

De plus en plus d’entreprises exigent aussi que leurs salariés participent à un séminaire relatif aux comportements dans les affaires, qui comprennent fréquemment une discussion des politiques de l’entreprise, des études de cas et des exigences légales. Certaines entreprises exigent même que leurs salariés signent un document indiquant qu’ils appliqueront les règles de conduite de leur entreprise.
Tout le monde n’est pas partisan du fait que les politiques d’entreprises doivent décider du caractère éthique des comportements. Certains affirment que les difficultés éthiques sont mieux prises en compte en s’appuyant sur le fait que les employés utilisent leur propre esprit critique, plutôt que des règles préétablies.
D’autres pensent que les politiques éthiques d’entreprise sont fondamentalement ancrées dans des considérations utilitaristes, qu’elles visent principalement à limiter la responsabilité légale de l’entreprise ou à s’attirer les faveurs du public en donnant l’impression d’être une entreprise socialement responsable. Dans l’idéal, l’entreprise évitera une poursuite en justice parce que ses salariés auront appliqué les règles. Si un procès devait toutefois avoir lieu, l’entreprise pourra affirmer que le problème ne se serait pas produit si seulement le salarié avait correctement appliqué la politique éthique de l’entreprise.
Il y a parfois un décalage entre la politique éthique d’une entreprise et les pratiques réelles de cette même entreprise. Ainsi, que ces pratiques réelles soient explicitement sanctionnées par la hiérarchie ou pas, elles font que la politique éthique de l’entreprise semble être un simple outil marketing, ou pire, que l’entreprise a un double jeu.
Pour qu’elle soit efficace, la plupart des éthiciens suggèrent qu’une politique éthique devrait être :
- soutenue sans aucune ambiguïté par les plus hauts échelons de la hiérarchie, dans leurs discours comme dans leurs actes qui constituent autant d’exemples ;
- expliquée par écrit et oralement, avec des rappels réguliers ;
- applicable… c'est-à-dire que les salariés doivent tous pouvoir la comprendre et la mettre en œuvre ;
- pilotée par les plus hauts échelons de la hiérarchie, avec des audits de routine sur sa mise en œuvre et son amélioration ;
- précisée par l’exposé très explicite des conséquences pour tout salarié qui désobéirait à cette politique ;
- d’un contenu neutre et non sexiste.

### Directeur éthique
Des directeurs éthiques (parfois appelés en anglais ethical officers ou compliance directors ou business conduct officers) sont nommés formellement dans des entreprises depuis le milieu des années 1980 (aux États-Unis).
L’un des catalyseurs de la création de cette nouvelle fonction a été une série de scandales, fraudes, corruptions et abus qui ont entaché l’industrie de la défense des États-Unis à cette époque. Ceci a conduit au lancement de l’initiative des industries de la Défense (DDI, ou Defense Industry Initiative), une initiative transverse destinée à promouvoir et garantir des pratiques d’affaires éthiques. Ce DDI a élaboré un comparatif de référence pour le management éthique dans les entreprises. En 1991, l’association américaine des directeurs éthiques ((en) Ethics and Compliance Officer Association) a été fondée au Centre pour l’éthique des affaires ((en) Center for Business Ethics) de l’université Bentley à Waltham dans le Massachusetts (près de Boston, États-Unis), en tant qu’association professionnelle de ceux qui ont pour responsabilité de diriger les efforts de leur entreprise ou organisation pour atteindre les meilleures pratiques en matière d’éthique. L’association a rapidement été rejointe par de nombreux membres (et en compte 1 100 aujourd’hui) et a rapidement été constituée en organisation indépendante.
Un autre facteur critique dans la décision des entreprises nord-américaines de nommer un directeur éthique a été la publication en 1991 du Federal Sentencing Guidelines for Organisations (recommandations fédérales pour les peines concernant des entreprises), un document qui définit les références que toute organisation (grande ou petite, commerciale ou non) doit respecter pour obtenir une réduction de peine si elle devait un jour être condamnée pour crime fédéral. Bien que destiné aux juges pour les aider dans leurs jugements, ce document a eu un impact considérable en contribuant à établir une référence des meilleures pratiques.
Dans le contexte de nombreux scandales d’entreprises entre 2001 et 2004 (concernant de grandes entreprises comme Enron, WorldCom et Tyco), aux États-Unis, même des petites et moyennes entreprises ont commencé à nommer un directeur éthique. Souvent, ils sont directement rattachés au directeur général et sont responsables de l’évaluation des conséquences éthiques des activités de l’entreprise, de l'écriture de recommandations sur la politique éthique de l’entreprise et de la diffusion de l’information vers les salariés. Ils sont tout particulièrement intéressés par la détection et la prévention des actions non éthiques ou illégales. Cette tendance est en partie due aux lois Sarbanes-Oxley passées en réaction aux scandales cités ci-dessus. Une tendance associée est l’introduction de directeurs d’évaluation des risques, qui évaluent comment les investissements des actionnaires pourraient être affectés par les décisions de l’entreprise.
Les fraudes et/ou corruptions ayant aussi atteint les organisations internationales qui interviennent de plus en plus dans le domaine des sanctions commerciales, le problème de la sauvegarde de l'éthique s'y est posé pratiquement dans les mêmes termes que pour les entreprises privées. Quand bien même ces organisations ne sont pas à la recherche d'un quelconque profit, elles peuvent néanmoins être confrontées à des questions d'ordre éthique. C'est ainsi par exemple du scandale de l'affaire "Pétrole contre nourriture" (Oil-for-Food) où des actes de corruption au sein même de l'Organisation des Nations unies sont soupçonnés. Ainsi, pour répondre à ce genre de questions, il a été créé en 2006 au sein de l'Organisation des Nations unies un bureau de la déontologie.
L’impact réel des directeurs éthiques sur les places de marchés n’est pas claire. Si la nomination est faite principalement en réaction aux exigences législatives, on pourrait s’attendre à une efficacité minimale de l’action de ces directeurs, tout au moins à court terme. Ceci s’explique en partie par le fait que les pratiques éthiques dans les affaires résultent en fait d'une culture d’entreprise qui accorde systématiquement de la valeur aux comportements éthiques, une culture et un climat qui en général émanent du haut de l’organigramme hiérarchique. La simple mise en place d’une poste de directeur pour superviser l’éthique a toutes les chances de ne pas suffire pour inculquer un comportement éthique : un vaste plan d’action systémique avec le soutien sur la durée des directeurs exécutifs de l’entreprise sera nécessaire.
Les fondations du comportement éthique vont bien au-delà de la culture d’entreprise et des codes de conduite d’une entreprise donnée, car elles dépendent aussi très fortement de la formation morale qu’un individu reçoit dans ses premières années, des autres institutions qui affectent cet individu, de la compétitivité de l’environnement d’affaire dans lequel l’entreprise se trouve et en fait, de la société tout entière.

## Perspectives religieuses sur l'éthique des affaires
De nombreuses religions ont de vastes ensembles de textes ou codes sur l'accumulation et l'usage de la richesse et de nombreuses entreprises s'appuient sur ces recommandations éthiques pour deux raisons :
- comme conséquence des convictions religieuses de leurs propriétaires et dirigeants ;
- comme façon de s'assurer que leurs actions sont conformes aux standards éthiques de la communauté locale ne disposant pas d'autre référence éthique écrite.

### Approches chrétiennes sur l'éthique des affaires
Dans le christianisme, les fondements de la théologie sont la Bible, composée de l’ancien et du Nouveau Testament. Les catholiques y ajoutent la tradition (voir théologie catholique), laquelle est tributaire des deux grandes écoles philosophiques d'Aristote et de Platon. Le christianisme se réfère à l’ensemble de ces textes pour définir une position par rapport à l'argent et pour se prononcer sûrement.

#### Fondements bibliques
Voici les principaux textes du Nouveau Testament qui sont en relation directe avec l'argent (citations extraites de la Bible de Jérusalem).
- Dieu et l'argent :

« Nul ne peut servir deux maîtres : ou il haïra l'un et servira l'autre, ou il s'attachera à l'un et méprisera l'autre. Vous ne pouvez servir Dieu et l'argent. » Matthieu (6, 24)
- Parabole du débiteur impitoyable Matthieu (18, 23-35)
- Parabole des ouvriers envoyés à la vigne (appelée quelquefois ouvriers de la onzième heure) Matthieu (20, 1-16)
- Les chefs doivent servir. Matthieu (20, 24-28)

« Celui qui voudra devenir grand parmi vous sera votre serviteur et celui qui voudra être le premier d'entre vous sera votre esclave. C'est ainsi que le Fils de l'homme n'est pas venu pour être servi, mais pour servir et donner sa vie en rançon pour une multitude. »
- Les vendeurs chassés du temple Matthieu (21, 12-17)
- L'impôt dû à César Matthieu (22, 15-22)

« […] Rendez donc à César ce qui est à César et à Dieu ce qui est à Dieu ». À ces mots ils furent tout surpris et, le laissant, ils s'en allèrent (court extrait).
- Parabole des talents Matthieu (25, 14-34)
- L'homme riche Marc (10, 17-22)
- Le danger des richesses Marc (10, 23-27)

[…] Il est plus facile à un chameau de passer par le trou de l'aiguille qu'à un riche d'entrer dans le royaume de Dieu. […]
- Parabole du bon samaritain Luc (10, 29-37)
- Ne pas thésauriser Luc (12, 13-21)
- Vendre ses biens et faire l'aumône Luc (12, 33-34)
- La drachme perdue Luc (15, 8-10)
- L'intendant fidèle (ou gérant habile) Luc (16, 1-8)
- Le bon emploi de l'argent Luc (16, 9-13)
- Contre les pharisiens, amis de l'argent Luc (16, 14-15)
- Le mauvais riche et le pauvre Lazare Luc (16, 19-31)
- Le riche notable Luc (18, 18-23)
- Parabole des mines Luc (19, 11-27)[10]

#### Question du prêt à intérêt
Dans l'Évangile selon Luc, Jésus demande à ses disciples : « Et si vous prêtez à ceux dont vous espérez recevoir, quel gré vous en saura-t-on ? ».
Bien qu’il puisse s’agir d’une injonction générale à la bienveillance désintéressée, ce verset a été lu à certaines époques de l'Histoire comme une condamnation du prêt à intérêt ou de l’usure, tout particulièrement quand le prêt a lieu d'un croyant à un croyant : l'idée est qu'un chrétien étant tourné vers la vie éternelle, c'est en fin de compte Dieu qui récompense le prêteur plutôt qu'un intérêt qu'on prélèverait sur le prêt qu'on accorde. L’Église reprend en cela la position d'Aristote, reprise et transmise par les Pères de l’Église puis par Thomas d'Aquin. En 1745, le pape Benoît XIV rappelle, dans l’encyclique Vix pervenit que tout prêt à intérêt est interdit quel que soit son taux. En 1830 toutefois, après une question de l’évêque de Rennes, le Saint Office déclare par son décret Non esse inquietandosqu'on ne doit pas pénaliser en confession les prêteurs à intérêt, à condition qu'ils promettent de se soumettre aux futures décisions du Saint Siège. C'est donc l'annonce d'une tolérance de fait du prêt à intérêt. En 1889, cette tolérance est généralisée à tous les prêteurs d'argent (sans condition).
Chez les protestants, c'est Calvin qui rompt avec la tradition millénaire de condamnation du prêt à intérêt. En 1545, dans sa lettre à Claude de Sachins, il apporte sa caution morale à la pratique de l’intérêt, nonobstant le fait que les autres réformateurs, notamment Luther et Zwingli, soient restés sur ce point dans la ligne de la tradition héritée d'Aristote et des scolastiques. Il distingue cependant entre celui qui emprunte pour investir, ce qui lui paraît légitime, et celui qui emprunte pour se nourrir, ce qui lui paraît anormal et devant plutôt être l'objet de la charité que du prêt à intérêt. Il prend cette position dans un contexte de crise économique à Genève où la pratique du prêt est susceptible d'apporter une amélioration.

#### Doctrine sociale de l'Église (catholique)
Rerum novarum) est une encyclique publiée le 15 mai 1891 par le pape Léon XIII (1810-1903). C'est le texte fondateur de la doctrine sociale de l'Église catholique, qui dénonce à la fois les conséquences humaines des excès du capitalisme telles que « la misère et la pauvreté qui pèsent injustement sur la majeure partie de la classe ouvrière » et le « socialisme athée ».
Dans cette encyclique, Léon XIII condamne « l’usure dévorante » qui aggrave le sort d'une classe ouvrière déjà paupérisée et il ajoute : « Condamnée à plusieurs reprises par le jugement de l’Église, elle n’a cessé d’être pratiquée sous une autre forme par des hommes avides de gain et d’une insatiable cupidité ». C'est ici un emploi du mot « usure » dans son sens moderne : un taux d’intérêt excessif, alors que la doctrine traditionnelle qui est évoquée condamnait sous ce terme l'ensemble des activités de prêt d'argent contre rémunération. Cela permet néanmoins de renouer avec la condamnation morale de la cupidité et de l’avarice et avec l'attitude protectrice de l’Église à l'égard des plus pauvres qui sont deux de ses positions traditionnelles.

### Perspective juive sur l'éthique des affaires
Le fondement de toute la loi juive est la Torah ; on y trouve plus de commandements sur le cacheroute (conformité) de son argent que sur le cacheroute de la nourriture (cf. 613 commandements ou mitzvot). Ces préceptes sont développés dans la Mishnah et le Talmud (tout particulièrement dans l'un des dix Nezikin), puis sont ensuite décrits dans les codes de loi juive de la Halakha (comme dans Mishné Torah, XIIe siècle ; Choulhan Aroukh tout particulièrement dans sa section Choshen Mishpat, XVIe siècle). Un vaste ensemble de sujets relatifs à l'éthique des affaires est abordé dans le corpus dit responsa (réponses) en latin ou She'elot u-Teshuvot (questions et réponses) en hébreu, qui se préoccupe des applications pratiques.
D'autres écrits abordent également cette dimension éthique. Au XIXe siècle, le rabbin Israël de Salant, fondateur en Europe de l'Est du mouvement Mussar, enseigne que tout comme on fait bien attention à ce que sa nourriture soit casher, on devrait s'assurer que son argent est bien gagné d'une façon casher (Israël Meir Kagan dans son premier livre Chofetz Chaim en 1873, Sfat Tamim, chapitre 5). Les enseignements vont bien plus loin : on fait très largement référence à la tradition orale dans la Torah (cf. par exemple Kitzur Shulkhan Arukh 62:1 ; résultant de Talmud Shabbat 31a) que chacun lors de son jugement dernier (cf. Olam haba de l'eschatologie juive), se verra poser comme première question : « as-tu été honnête en affaires ? »

### Perspective musulmane sur l'éthique des affaires
Pour l’Islam, le fondement de la loi est dans le Coran, complété par les Hadiths.
L’éthique musulmane de la richesse inclut le fait d’éviter l’exploitation par le prêt à intérêt (riba) des personnes dans le besoin, l’interdiction de la publicité mensongère ; selon la loi islamique, si un vendeur vend un objet en ayant fait des affirmations mensongères à son sujet, l’acheteur a le droit de voir la transaction annulée. La dimension éthique du commerce en Islam est largement traitée dans les ouvrages du fiqh dans la partie traitant du commerce (البيع). Il est ainsi illicite de vendre une marchandise avant de la posséder, d'exciter le marcher sans intention d'achat, vendre du sperme ou l'embryon non né, le fruit sur l'arbre, etc.

### Perspective bouddhiste sur l'éthique des affaires
Il y a également une tradition d’appliquer les principes du bouddhisme dans le monde des affaires. L'économiste britannique E. F. Schumacher (surtout connu pour son livre Small is beautiful, economics as if people mattered publié en 1972) a exploré l’éthique des affaires dans plusieurs conférences éditées en 1979 dans Good Work. Schumacher suggère un ensemble de perspectives alternatives aux conventions habituelles du monde des affaires et cite l’exemple d’une entreprise (the Scott-Bader Corporation) dont le propriétaire a transféré les actions dans une fondation, donnant mission à cette fondation de veiller à ce que l’entreprise soit gérée dans l’intérêt de ses salariés et de la collectivité.
D’autres textes bouddhistes soulignent le rôle que le travail peut jouer dans l’atteinte de l’illumination (l’un des éléments du Noble sentier octuple défini par Bouddha est une vie juste), ce qui interdit tout rôle associé à la violence (par exemple le commerce des armes) ; mais tous les éléments (la conduite, la parole etc.) vont concerner la conduite quotidienne de toute personne dans leur travail.

## Disciplines voisines

### Éthique des affaires et philosophie des affaires
L'éthique des affaires est à bien distinguer de ce que les anglo-saxons appellent la philosophie des affaires (Philosophy of business (en)), une branche de la philosophie qui traite des fondements philosophiques, politiques et éthiques des affaires et de l'économie. L'éthique des affaires prend comme postulat, par exemple, qu'une entreprise privée peut opérer d'une manière éthique, ceux qui contestent ce postulat, comme les tenants de l'anarchisme socialiste qui affirment que l'« éthique des affaires » est un oxymore) sont donc par définition hors du champ de l'éthique des affaires.
La philosophie des affaires s'intéresse également à des questions telles que :
- une entreprise peut-elle avoir une responsabilité sociale et laquelle ?
- la théorie du management ;
- les théories de l'individualisme et du collectivisme ;
- le libre arbitre des participants au marché ;
- le rôle de l'intérêt individuel ;
- les théories de la main invisible ;
- les exigences de justice sociale ;
- les droits naturels, tout particulièrement le droit de propriété, en lien avec les entreprises.

### Éthique des affaires et droit
Le Droit et l'éthique recouvrent des domaines différents. Ils se distinguent d’abord par leur but : le droit vise à maintenir l’ordre dans une société, alors que le but de l'éthique est relative au comportement des agents économiques et leur dicte la meilleure conduite à tenir.
Au regard de ses moyens d’action, le droit s’en tient, en principe aux attitudes extérieures, quantifiables ou tout au moins aux intentions qui se manifestent par un acte. Ce n’est pas là la démarche de l'éthique qui sonde les cœurs et considère qu’au-delà de l’acte, c’est l’intention profonde de chaque agent qui imprime à celui-ci sa nature véritable et sa portée réelle. Et c’est cela même qui explique la différence des sanctions du droit et de la morale. Kant explique cette différence en considérant que le droit est hétéronome (nul ne peut être à la fois juge et partie), alors que l'éthique dérivant des règles de la morale est autonome (chacun est son propre juge et c’est la voix de conscience qui joue le rôle de censeur).
Facile à comprendre de façon théorique, la barrière entre le droit et la morale n’est pas toujours très étanche en pratique. La première raison en est que le droit est à l’origine issu des règles de la morale et qu’il ne s’en est distingué qu’au cours du temps.
Même aujourd’hui les zones d’interpénétration entre le droit et l'éthique restent nombreuses. Par exemple, certains articles du Code civil font directement référence à la notion de bonnes mœurs. C’est le cas notamment des articles 6 et 1133. Il leur arrive également de prendre en considération de grands principes d’ordre moral et d’en faire des règles de droit (principe de réciprocité, article 1134 ; la bonne foi, l’abus de droit et l’équité, article 1135 ; principe de proportionnalité, article 1152 al. 2). Il arrive enfin, et c’est l'éthique individuelle qui est alors prônée, que la loi attache des effets juridiques obligatoires à certains agissements dictés par la bonne moralité. Elle interdit tout retour en arrière, une fois que l’acte purement moral a été volontairement exécuté. C’est notamment le mécanisme de l’obligation naturelle (article 1235, al. 2 du Code civ) lorsque l’exécution d’une obligation sans aucun caractère obligatoire crée, sous certaines conditions, une obligation à la charge du débiteur. C’est le même mécanisme qu’emprunte l’aveu judiciaire (article 1356 al. 4 du Code civil) qui rend irrévocable l’aveu d’un plaideur, alors même que rien ne l’obligeait a priori à dire la vérité.
Le droit ne peut ainsi être totalement dissocié de l'éthique morale. Certains auteurs pensent même que le droit ne peut qu’être soumis à l'éthique, mais qu’il convient de ne pas accorder une place trop importante à cette dernière, car « un excès de vertu peut aboutir à un système totalitaire ».
Récemment, avec la diversification de plus en plus importante de documents mis en vigueur au sein des entreprises, une nouvelle distinction venues du droit anglo-saxon se répand de plus en plus dans les droits continentaux européens. Ces documents, appelés « chartes », « code », « accord » etc., ont pour objet de créer des normes non revêtues de sanction édictant les principes d'ordre éthique que les actionnaires, les dirigeants ou les employeurs s'engagent unilatéralement à respecter au sein de leur entreprise. Ces normes particulières se distinguent des règles de droit en cela que leur violation n'entraîne pas de sanction étatique. Ainsi, les règles de droit, revêtues de la force de coercition qui leur est fourni par l'État, sont appelées « Hard Law », et les normes édictées par les entreprises ou par certaines ONG en matière d'éthique, plutôt déclaratives et dépourvues de sanction, sont appelées « Soft Law ». La fragilité de ces dernières provient du fait que leur application n'est assurée que par la bonne volonté des agents économiques. Mais l'éthique n'est-elle pas par définition tributaire de cette bonne volonté ?
Le droit de l'éthique des affaires a fait l'objet, pour la première fois, d'un enseignement juridique spécifique. Discipline d'abord réservée aux écoles de commerce ou de marketing, l'Université de Cergy-Pontoise a été pionnière en la matière en créant un parcours sur deux années intitulé « Droit et éthique des affaires ». Formation créée en 2007, la discipline connait un essor important et d'autres parcours pourraient voir le jour à travers la France.

## Exemples

### Éthique et finance
L’origine des services bancaires remonte à l'époque des Sumériens et des Babyloniens. Dès 3500 avant notre ère, une déontologie du commerce a été ébauchée. Ce sont souvent des guides spirituels, religieux, qui ont dirigé le système. Des temples se sont transformés, progressivement, en organisations bancaires et financières tentaculaires. Dans le Code de Hammurabi (1750 av. J.-C.), les méthodes de prêts et de leur remboursement à échéance fixe sont clairement définies, tout comme les conditions d’accord de crédits et le montant des commissions.
Comme dans les civilisations antiques, les trois religions monothéistes avaient l’intention de régler les affaires financières. On trouve quelques indications implicites dans la Bible et, de manière plus explicite, on lit dans le Coran (An-Nisaa, 4-29) : « Ô les croyants ! Que les uns d'entre vous ne mangent pas les biens des autres illégalement. Mais qu’il y ait du négoce (légal), entre vous, par consentement mutuel. »
Dans la religion musulmane, la pratique du prêt avec intérêt est interdite (Al Baqara, 275) : « Ceux qui mangent [pratiquent] le prêt usuraire ne se tiennent (au jour du Jugement dernier) que comme se tient celui que le toucher de Satan a bouleversé. Cela, parce qu’ils disent : « Le commerce est tout à fait comme l'intérêt » alors que Dieu a rendu licite le commerce, et illicite l'intérêt. Celui, donc, qui cesse dès que lui est venue une exhortation de son Seigneur, peut conserver ce qu'il a acquis auparavant; et son affaire dépend de Dieu. Mais quiconque récidive... alors les voilà, les gens du Feu! ils y demeureront éternellement. » Récemment des banques islamiques ont été créées pour contourner cet interdit.
Plus largement, indépendamment des religions, la plupart des banques proposent des placements « éthiques », sur des ensembles de valeurs dépendants d’entreprises qui ont une politique sociale progressistes, excluant les entreprises polluantes ou impliquées dans les ventes d’armes. Dans certains pays, comme en Suisse, en Autriche ou en Belgique, ces placements garantissent un minimum d’éthique. Dans d’autres, les garanties minimales ne sont pas atteintes.
Le microcrédit est un crédit de faible montant accordé à des entrepreneurs ou des artisans qui ne peuvent accéder aux prêts bancaires classiques. Ce système bancaire est mis en place dans les pays du Sud, utilisant l'idée de la responsabilité solidaire d'une groupe de personnes. Ce système a remarquablement fonctionné au Bangladesh, sous l’impulsion de la Grameen Bank créée par Muhammad Yunus (Prix Nobel de la paix en 2006).
Le microcrédit ne permet pas seulement de développer les petites activités commerciales, il permet aussi plus généralement de lutter contre la pauvreté, assurant ainsi le développement de liens entre économie et éthique, sans pour autant remettre en cause les fondements de l’économie mondiale.

### Commerce équitable
Certains estiment que le commerce équitable est parfois inéquitable. L'association Max Havelaar décrit sur son site l’exemple suivant : un producteur colombien devrait travailler trois cents ans pour être capable de gagner une somme de 15 000 euros (ce qui correspond environ au salaire moyen annuel dans les pays d’Europe occidentale). Grâce au salaire dit équitable, ce même producteur gagne trois fois plus que ce que lui donnerait normalement le prix du marché – ce qui signifie qu’il gagnerait la même somme en 100 ans. C’est la façon dont le principe du commerce équitable fonctionne. Pour qu’on puisse nommer ce commerce vraiment “équitable”, le prix du paquet de café devrait être bien plus cher. En réfléchissant clairement sur cet exemple, on constate que dans le cas du producteur colombien il ne s’agit sûrement pas d’une façon de commercer équitable – mais de commerce “moins inéquitable”.
Le commerce équitable peut paraître en contradiction avec la concurrence loyale. Privilégiant certains producteurs, il peut parfois exacerber des tensions locales. Les paysans sont de plus incités à délaisser les cultures vivrières pour devenir dépendant des pays du nord, consommateurs de café, de chocolat, etc.
Le commerce équitable dans sa forme actuelle repose uniquement sur le bon vouloir des consommateurs dans les pays industrialisés. En effet, si l’on considère que les prix des produits portant le label fair-trade sont plus élevés que les autres produits de même type, le choix du consommateur pour des produits plus chers n’est pas des plus rationnels. Il peut être rationnel au niveau de la qualité du produit (payer plus pour une meilleure qualité), mais au niveau prix, ce choix n’est pas optimal. Dans sa décision de payer plus, le consommateur est conscient que ce produit porte le label fair-trade et agit par idéalisme, sinon il y aurait fort à parier que le consommateur choisirait des produits moins chers. Ceci nous amène au second problème. Le succès des produits du commerce équitable sur les marchés des pays industrialisés dépend fortement du pouvoir d’achat des consommateurs dans ces derniers. Si le revenu disponible baisse, les produits fair-trade seront doublement touchés, car ils constituent souvent des produits qui ne relèvent pas de la consommation de base (café, jus de fruits exotiques, chocolat…). Des profits moindres serviront alors essentiellement à couvrir les coûts de transport.
Une autre critique à l’égard de ce système serait son effet néfaste sur l’environnement. L’importation et la consommation de produits alimentaires qui sont produits à des milliers de kilomètres est alors montrée du doigt, d’autant plus que pour l’acheminement de produits frais beaucoup de carburants sont utilisés. Une personne qui achète une banane équitable va la payer moins d’un euro mais quand elle mange le fruit, elle consomme aussi du kérosène et du diesel, l’énergie nécessaire pour acheminer le fruit du point de départ jusqu’à son pays de destination (avion puis camions). Ce kérosène n’est pas taxé et le coût de l’impact écologique du transport n’est pas pris en compte dans son achat. Si telle était le cas, les prix augmenteraient sensiblement et la demande pourrait baisser. Nous avons donc un prix plus bas que son coût réel.
Le commerce équitable nous éloignerait alors de l’essentiel : la re-localisation de l’économie. Prenons le cas d’un paysan africain venant de la Côte d’Ivoire qui cultive son champ pour se nourrir et pour alimenter son village. D’un coup, le gouvernement l’oblige à produire des fèves de cacao pour exporter en Europe, ce qui le rend dépendant du cours mondial du cacao. Grâce aux bénéfices réalisés à travers la vente des fèves, la Côte d’Ivoire peut acheter des avions de chasse à l’Europe. Quand le cours du cacao baisse, le paysan africain se trouve au bord de la famine mais la Côte d’Ivoire continue d’acheter des avions en Europe.
Enfin, pour certains, le principe du commerce équitable ne serait qu’une excuse pour alléger la mauvaise conscience des pays riches qui exploitent le tiers monde. En achetant des marques éthiques on cautionnerait un système destructeur et injuste et de nombreuses marques font une grande publicité pour un produit « éthique » alors que plus de 99 % de leur production globale ne n’est pas.